# Vitamin B5
Vitamin B5 ili pantotenska kiselina tradicionalno pripada skupini B-kompleksa, vitamina topljivih u vodi. Pri normalnoj prehrani kod čovjeka nije poznata hipovitaminoza jer je taj vitamin vrlo rasprostranjen u prirodi. Sastavni je dio koenzima A koji ima važnu ulogu u metabolizmu ugljikohidrata, masti i proteina.
Pantotenska se kiselina pojavljuje u vezanom i slobodnom obliku. U koenzimu A je vezana kao pantotenska kiselina dok je u acil - prijenosnom proteinu vezana kao pantotenol. Inače, ta je kiselina žuta uljasta tekućina koja je nestabilna i vrlo higroskopna te se lako topi u vodi. Zbog njezine nestabilnosti danas se isključivo dobiva sintetskim putem.
Pantotenska kiselina je vrlo rasprostranjena u prirodi (od tuda joj i naziv, panthos = svugdje prisutna). Bogati izvori tog vitamina su u mesu, mahunarkama, jajima, voću i povrću itd. Dnevne količine prema RDA nisu utvrđene, no obično se preporučuje dnevni unos od 4 - 7 mg za odrasle i 3 - 4 mg za adolescente.
Unosom u tijelo ova kiselina dolazi u sastav koenzima A te se tako može naći u svim organima. Tako je ona vrlo bitan čimbenik u izmjeni tvari i održanju tjelesne težine.
Hipovitaminoza je vrlo rijetka zbog velike prisutnosti u mnogim namirnicama. Ako ona i postoji, 
očituje se raznim neuromuskularnim poremećajima.